# Global Flatline
Albums de Aborted
Strychnine.213
(2008)
Global Flatline est le septième album du groupe de Death metal Aborted. L'album a été enregistré durant l'été 2011 à l'Hansen Studio en Suède et sorti le 20 janvier 2012. L'album a reçu de bonnes critiques, saluant le retour au style de l'époque "Goremageddon".

## Musiciens
- Sven de Caluwé - Chant
- Eran Segal - Guitare
- Michael Wilson - Guitare
- JB Van Der Wal - Basse
- Ken Bedene - Batterie

## Liste des morceaux
1. Omega Mortis - (0:59)
2. Global Flatline - (3;12)
3. The Origin of Disease - (3:04)
4. Coronary Reconstruction - (4:28)
5. Fecal Forgery - (2:45)
6. Of Scabs and Boils - (2:53)
7. Vermicular, Obscene, Obese - (2:51)
8. Expurgation Euphoria - (3:43)
9. From a Tepid Whiff - (3:03)
10. The Kallinger Theory - (3:43)
11. Our Father, Who Art of Feces - (4:43)
12. Grime - (4:43)
13. Endstille - (4:43)
14. Eructations Of Carnal Artistry - (Digipak Edition) (3:25)
15. Nailed Through Her Cunt - (Digipak Edition) (4:11)